# Língua jingpho
A língua Jingpho (Jinghpaw, Chingp'o) ou língua Kachin ( [kətɕɪ̀ɴ bàðà]) é uma língua Tibeto-Birmanesa falada principalmente no estado de Kachin no Mianmar e também na província de Yunnan, sul da China. O termo Kachin pode se referir tanto à língua Jingpho como ao grupo de línguas faladas pelos diversos povos da região, como os Jingpho: Lisu, Lachit, Rawang, Zaiwa, Lhaovo, Língua achang Achang (Ngo Chang), e Jingpho. Tais línguas pertencem a ramos distantes dos níveis mais altos das línguas tibeto-birmanesas.

## Falantes
Os Jingpho étnicos (ou Kachin) são os principais falantes da língua, sendo cerca de 900 mil. Os Turung de Assam (Índia falam um dialeto do Jingpho, o Singpho,misturado com muitas palavras da língua assamesa.

## Dialetos
Existem pelo menos 16 variedades Jingphoishes (Kachinikes) (Kurabe 2014: 59). As informações demográficas e de localização listadas abaixo são extraídas de Kurabe (2014). O padrão Jingpho e Nkhum são as variedades mais bem descritas, enquanto que as variedades Jingphoishes da Índia foram documentadas recentemente por Stephen Morey. As variedades de Jingphoishes no norte do estado de Kachin permanecem subdescritas.
Ethnologue lista Duleng (Dalaung, Dulong), Dzili (Jili), Hkaku (Hka-Hku), e Kauri (Gauri, Guari, Hkauri). Conforme Ethnologue, Dzilip pode ser uma linguagem separada, enquanto Hkaku e Kauri são apenas um pouco diferentes.
Outras variedades Jingphoish abaixo descritas incluem Mungji and Zawbung. Shanke É uma linguagem recentemente descrita, intimamente relacionada com Jingpho, embora seus falantes se identifiquem como Naga.
| Jinghpaw alphabet |         |           |         |         |
| A ʔà              | Ă ʔa̰    | E ʔɛ̰      | Ē ʔɛ̀    | È ʔɛ́    |
| I ʔì              | O ʔɔ̀    | U ʔù      | AI ʔàɪɴ | AU ʔáʊɴ |
| AW ʔɔ́             | OI ʔʊ̀ɛ́  | B ba̰      | CHY t͡ɕa̰ | D da̰    |
| G ɡa̰              | GY ɡa̰ja̰ | H ha̰      | J d͡ʑa̰   | K ka̰    |
| KY ka̰ja̰           | HK kʰa̰  | HKY kʰa̰ja̰ | L la̰    | M ma̰    |
| N na̰              | NG ŋa̰   | NY ɲa̰     | P pa̰    | HP pʰa̰  |
| HPY pʰa̰ja̰         | R ja̰    | S sʰa̰     | SH ʃa̰   | T ta̰    |
| TS sa̰             | HT tʰa̰  | W wa̰      | Y ja̰    | Z za̰    |

### Meridionais
- Jingpho Padrão é a variedade padrão de Jingpho usada entre os Kachins em Myanmar, bem como por minorias étnicas não Kachins em no estado Kachin. A maioria dos falantes vive nesse estado, embora alguns vivam do estado Shan e na Divisão Sagaing. É falado principalmente em Myitkyina, Bhamo e Kutkai. As gerações mais novas tendem a pronunciar / ts / e / dz / como [s] e [z], contrastando com / s / [sʰ]. O padrão Jingpho, tal como falado no estado Shan, muitas vezes tem  ʔə  - adicionado às palavras monossilábicas, e também coloca a partícula interrogativa  ʔi  antes dos verbos
- Nkhum / Enkun 恩昆 (n̩31 khum33 ka31) é falado nos Condados de Lianghe, Ruili, Longchuan e Luxi  em Yunnan, China.[6] É o dialecto Jingpho mais falado na China. O dialecto Nkhum exibe contraste de registro tenso-laxis enquanto que Shadan não o faz. Embora o dialecto Shadan tenha freqüentemente -ŋ, Nkhum freqüentemente nã o tem. A variante Tongbiguan 铜壁关 de Nkhum é usada como a variedade padrão Jingpho na China. Pequenos bolsões de falantes também são encontrados no Condado Gengma.[7] Yunnan (1998)
- Shadan / Shidan 石丹 (ʃă1 tan31 ka31; ʃă1 tam31 ka31[8]) é também falado em Yunnan, China.[6] é falado nos municípios de Kachang卡昌 e Taiping 太平 (em Getong 格同 de Mengzhi 蒙支, Zhengtonghong 正通硔,[9] e Longpen 龙盆[10]), localizados np Condado de Yingjiang  盈江县.
- Gauri / Khauri (kau33 ʒi31 ka31[8])é falado nas colinas Gauri, localizadas ao leste de Bhamo. As vilas são Prang Hkudung, Man Dau, Hkarawm Kawng, Manda, Ka Daw, Lamai Bang, Bum Wa, Ma Htang, Jahkai e Loi Ming. Na China, Gauri é falado por cerca de 300 pessoas em  Hedao 贺岛 e em Hongka 硔卡, vilas do condado Longchuan e em Kachang 卡场镇 do Condado de Yingjiang.
- Mengzhi 蒙支 (muŋ31 tʃi31 ka31) é falado por cerca de 200 pessoas nas 2 vilas de Getong格同 e Zhengtongyou 正通猶 in Mengzhi 蒙支,  Yingjiang Condado  盈江县.[8]
- Thingnai é falado perto de Mohnyin, estado Kachin sul

Pequenos bolsões de falantes Jingpho também estão espalhados por Gengma Condado  耿马县, incluindo as seguintes vilas (Dai Qingxia 2010). Dai (2010) também inclui listas de vocabulário de 1000 palavras dos dialetos Yingjiang 盈江, Xinzhai 新寨 e Caoba 草坝.
- Jingpo Xinzhai 景颇新寨, Mangkang Vila 芒抗村, Hepai Cidade 贺派乡[11]
- Nalong 那拢组, Nongba弄巴村, Gengma Cidade耿马镇[12]
- Hewen 贺稳组, Jingxin景信村, Mengding Cidade孟定镇[13]
- Hebianzhai 河边寨, Qiushan邱山村, Mengding Cidade孟定镇[14]
- Caobazhai 草坝寨, Mang'ai芒艾村, Mengding Cidade孟定镇[15]

### Do nordeste
- Dingga: variante recentemente descoberta do  Jingpho, falado nas proximidades de Putao, Kachin Estado, nas vilas Ding Ga, Ding Ga Gabrim, Tsa Gung Ga, Layang Ga, Dai Mare, Mărawt Ga. Essas vilas estão localizadas entre os rios Shang Hka e Da Hka no norte de Kachin Estado. Há entre 2 e 3 mil falantes.
- Duleng (tu31 leŋ) é falado nas proximidades de Putao, em Machanbaw, e no vale Nam Tisang de Kachin Estado. A única descrição publicada é a de Yue (2006).[16]
- Dingphan é falado nas proximidades de Putao, Kachin Estado.
- Jilí / Dzili
- Khakhu é falado nas proximidades de Putao, Kachin Estado.
- Shang é falado nas proximidades de Putao, Kachin Estado.
- Tsasen é falado nas proximidades de Putao, Kachin Estado.
- Singpho (do Noroeste). são variantes de Assam e Arunachal Pradesh, Índia, incluem os seguintes.
- Diyun é falado na Índia.
- Numphuk é falado por cerca de 2.000 falantes em 20 aldeias, incluindo Ingthong, Ketetong, Inthem, Kumsai, Bisa, Wagun 1, Wagun 2, Wagun 3, Wakhet Na, Kherem Bisa, Guju e Giding. Essas aldeias estão situadas ao longo do rio Burhi Dihing em Assam, que é chamado de rio Numhpuk Hka em Numphuk.*Tieng é falado na Índia.
- Turung é falado por cerca de 1.200 pessoas, principalmente na área Titabor (nas 3 aldeias de Pathargaon (Na Kthong), Tipomia e Pahukatia) e o vale do rio Dhonsiri (nas aldeias de Balipathar, Rengmai e Basapathar). Existem muitas palavras oriundas de línguas Tai para o Turung. Alguns falantes Turung também se auto-identificam como Tais étnicos.

### Classificação interna
Kurabe (2014) classifica sete dialetos Jingphoishes da seguinte forma.
- Proto-Jingpho
  - Sul
    - Gauri (Khauri) (ေခၚရိ)
    - Jingpho Padrão, Nkhum (Enkun) (ေအန္ကုန္)

  - Norte
    - Noroeste
      - Numphuk (ႏုမ္ဖုက္)
      - Turung (တု႐ုင္)

    - Nordeste
      - Duleng (ဒုေလင္)
      - Dingga (ဒိင္ဂ/ဒိဂၤ)

O ramo do sul caracteriza a perda da oclusiva final do Proto-Jingpho *-k em alguns aspectos léxicos. O ramo do sul é caracterizada por fusões de fonemas Proto-Jingpho (Kurabe 2014:60) conforme se segue:
- *ts- and *c-
- *dz- and *j-
- *ʔy- and *∅- (antes de vogais frontais)
- As fusões são de sonorantes pré-glotalizadas e planas do Proto-Jingpho.

## Gramática
Jingpho possui uma morfologia verbal que marca o objeto e o objeto direto. Aqui está um exemplo (os tons não estão marcados). O verbo apresentado é 'to be' (ser).
| Pessoa e Número | presente           | passado              |
| --------------- | ------------------ | -------------------- |
| 1sg             | rai n ngai/ရဲဏ(ေအန္)ငဲ | rai sa ngai/ရဲသငဲ      |
| 2sg             | rai n dai/ရဲဏ(ေအန္)ဒဲ  | rai sin dai/ရဲသိန္ဒဲ     |
| 3sg             | rai ai/ရဲအဲ          | rai sai/ရဲသဲ           |
| 1pl             | rai ga ai /ရဲဂအဲ     | rai sa ga dai/ရဲသဂဒဲ   |
| 2pl             | rai ma dai /ရဲမဒဲ    | rai ma sin dai/ရဲမသိန္ဒဲ |
| 3pl             | rai ma ai/ရဲမအဲ      | rai ma sai/ရဲမသဲ       |

## Ortografia
A escrita de Kachin é um dos sistemas de escrita mais fáceis das linguas Tibeto-Birmanesas. É um [[alfabeto latino com 23 letras, não sendo utilizados diacríticos. Originalmente foi criado por missionários americanos-batistas no final do século XIX. Entre os fundadores o primeiro, Ola Hanson, que chegou à Birmânia em 1890, aprendeu o idioma e escreveu o primeiro dicionário Kachin-Inglês. Em 1965, o alfabeto foi reformado. Hoje, a escrita birmanesa também é usada para escrever a linguagem Jinghpo:

### Iniciais
| Antigo alfabeto | Novo afabeto IPA | Alfabeto birmanizado | Antigo alfabeto | Novo alfabeto IPA | Alfabeto birmanizado | Antigo alfabeto | Novo alfabeto IPA | Alfabeto birmanizado | Antigo alfabeto | Novo alfabeto IPA | Alfabeto birmanizado | Antigo alfabeto | Novo alfabeto IPA | Alfabeto birmanizado |    |
| --------------- | ---------------- | -------------------- | --------------- | ----------------- | -------------------- | --------------- | ----------------- | -------------------- | --------------- | ----------------- | -------------------- | --------------- | ----------------- | -------------------- | -- |
| b               | b                | [p]                  | ဗ               | py                | py                   | [pj-]           | ပ်                 | r                    | r               | [ʒ]               | ရ                    | k               | k                 | [k-]                 | က  |
| p               | p                | [p-]                 | ပ               | hpy               | hpy                  | [phj]           | ဖ်                 | l                    | l               | [l]               | လ                    | hk              | hk                | [kj]                 | ခ  |
| hp              | hp               | [ph]                 | ဖ               | my                | my                   | [mj]            | မ်                 | y                    | y               | [j]               | ယ                    | ng              | gr                | [kʒ]                 | ျဂ  |
| m               | m                | [m]                  | မ               | d                 | d                    | [t]             | ဒ                 | z                    | z               | [ts]              | ဇ                    | gy              | kr                | [kʒ-]                | ၾက |
| w               | w                | [w]                  | ဝ               | t                 | t                    | [t-]            | တ                 | ts                   | ts              | [ts-]             | ဆ                    | ky              | hkr               | [khʒ]                | ျခ  |
| -               | f                | [f]                  | ဖွ               | ht                | ht                   | [th]            | ထ                 | -                    | zh              | [tsh]             | ဈ                    | khy             | gy                | [kj]                 | ခ်  |
| -               | br               | [pʒ]                 | ျဗ               | n                 | n                    | [n]             | န                 | j                    | j               | [tʃ]              | ဂ်                    | -               | ky                | [kj-]                | က်  |
| -               | pr               | [pʒ-]                | ျပ               | ny                | ny                   | [ŋj]            | ည                 | chy                  | chy             | [tʃ-]             | ဆ်                    | -               | hky               | [khj]                | ကွ်  |
| -               | hpr              | [phʒ]                | ျဖ               | s                 | s                    | [s]             | သ                 | -                    | ch              | [tʃh]             | စ                    | -               | ng                | [ŋ]                  | င  |
| by              | by               | [pj]                 | ဗ်               | sh                | sh                   | [ʃ]             | ရွ                 | g                    | g               | [k]               | ဂ                    | -               | h                 | [x]                  | ဟ  |

### Finais
| Antigo alfabeto | Novo afabeto IPA | Alfabeto birmanizado | Antigo alfabeto | Novo alfabeto IPA | Alfabeto birmanizado | Antigo alfabeto | Novo alfabeto IPA | Alfabeto birmanizado | Antigo alfabeto | Novo alfabeto IPA | Alfabeto birmanizado | Antigo alfabeto | Novo alfabeto IPA | Alfabeto birmanizado |     |
| --------------- | ---------------- | -------------------- | --------------- | ----------------- | -------------------- | --------------- | ----------------- | -------------------- | --------------- | ----------------- | --- | --------------- | ----------------- | -------------------- | --- |
| i               | i                | [i]                  | -ိ               | wi                | ui                   | [ui]            | -ို                 | en                   | en              | [en]              | ေ- န္ | awm             | om                | [om]                 | ေ- ာမ္ |
| e               | e                | [e]                  | ေ-               | ip                | ip                   | [ip]            | - ိပ္               | eng                  | eng             | [eŋ]              | ေ- င္ | awn             | on                | [on]                 | ေ- ာန္ |
| a               | a                | [a]                  | အ/-             | it                | it                   | [it]            | -ိ တ္               | ap                   | ap              | [ap]              | အပ္/- ပ္ | awng            | ong               | [oŋ]                 | ေ- ာင္ |
| aw              | o                | [o]                  | ေ- ာ              | ik                | ik                   | [ik]            | - ိက္               | at                   | at              | [at]              | အတ္/- တ္ | up              | up                | [up]                 | - ုပ္ |
| u               | u                | [u]                  | -ု               | im                | im                   | [im]            | - ိမ္               | ak                   | ak              | [ak]              | အက္/- က္ | ut              | ut                | [ut]                 | -ု တ္ |
| -               | iu               | [iɑu]                | -ူ               | in                | in                   | [in]            | - ိန္               | am                   | am              | [am]              | အမ္/- မ္ | uk              | uk                | [uk]                 | - ုက္ |
| -               | iau              | [iu]                 | - ဳ႕             | ing               | ing                  | [iŋ]            | -ိ င္               | an                   | an              | [an]              | အန္/- န္ | um              | um                | [um]                 | -ု မ္ |
| ai              | ai               | [ai]                 | -ဲ               | ep                | ep                   | [ep]            | ေ- ပ္               | ang                  | ang             | [aŋ]              | အင္/- င္ | un              | un                | [un]                 | - ုန္ |
| au              | au               | [au]                 | ေ- ာ္              | et                | et                   | [et]            | ေ- တ္               | awp                  | op              | [op]              | ေ- ာပ္ | ung             | ung               | [uŋ]                 | - ုင္ |
| oi              | oi               | [oi]                 | -ြိ               | ek                | ek                   | [ek]            | ေ- က္               | awt                  | ot              | [ot]              | ေ- ာတ္ |                 |                   |                      |     |
| -               | ua               | [uɑ]                 | -ြ               | em                | em                   | [em]            | ေ- မ္               | awk                  | ok              | [ok]              | ေ- ာက္ O Jingpho tem um morfologia verbal que marca tanto o sujeito como o objeto direto. Vemos a seguir um exemplo (tons não marcados) com o verbo “ser” (rai). \| Pessoa e Número \| presente \| passado \| \| 1sg \| rai n ngai \| rai sa ngai \| \| 2sg \| rai n dai \| rai sin dai \| \| 3sg \| rai ai \| rai sai \| \| 1pl \| rai ga ai \| rai sa ga dai \| \| 2pl \| rai ma dai \| rai ma sin dai \| \| 3pl \| rai ma ai \| rai ma sai \| Os finais das sílabas do Jingpho são vogais, consoante nasais ou oclusivas orais. A língua Jingpho apresenta cinco tons que diferenciam o significado dos monossílabos: - Wa (Alto Curto) Á (compensado) - Wa (Médio) Ä (dentes) - Wa (Alto) Ã (pai) - Wa (Baixo) Ā (voltar) - Wa (Baixo Curto) Ą (porci) Os tons não são geralmente marcados na escrita, embora estejam marcados nos exemplos acima. 1. 2. 3. 4. 5. 6. 7. 8. 9. 10. 11. 12. 13. 14. 15. 16. - 景颇语-汉语词典 Jingpoyu - Hanyu cidian / Jingpho–Chinese dictionary, 戴庆夏 Dai Qingxia et al. - 景颇语语法 Jingpoyu yufa / Jingpho Grammar, 戴庆夏 Dai Qingxia et al. - Structures élémentaires de la parenté, de Claude Lévi-Strauss, devotes a chapter to the study of parenthood in the Jingpho ethnicity. - Inglish, Douglas. 2005. A Preliminary Ngochang - Kachin - English Lexicon. Payap University, Graduate School, Linguistics Department. - Kurabe, Keita. 2014. "Phonological inventories of seven Jingphoish languages and dialects." In Kyoto University Linguistic Research 33: 57-88, Dec 2014. - Kurabe, Keita. 2017. Recordings of Jinghpaw folktales (KK1), Digital collection managed by PARADISEC. [Open Access] DOI: 10.4225/72/59888e8ab2122 1. Jingpho (Kachin)em Ethnologue 2. Linguistlist.org 3. em Rosetta Project - Jingpho em Omniglot.com - Jingpho “sgp” em Ethnologue - Jingpho em Repository.Tufs - [Glottolog \| Jingpho - [Ethnologue \| Jingpho - [OLAC resources \| Kachin - [PARADISEC \| Recordings of Jinghpaw folktales |                 |                   |                      |     |
| Pessoa e Número | presente         | passado              |                 |                   |                      |                 |                   |                      |                 |                   | |                 |                   |                      |     |
| 1sg             | rai n ngai       | rai sa ngai          |                 |                   |                      |                 |                   |                      |                 |                   | |                 |                   |                      |     |
| 2sg             | rai n dai        | rai sin dai          |                 |                   |                      |                 |                   |                      |                 |                   | |                 |                   |                      |     |
| 3sg             | rai ai           | rai sai              |                 |                   |                      |                 |                   |                      |                 |                   | |                 |                   |                      |     |
| 1pl             | rai ga ai        | rai sa ga dai        |                 |                   |                      |                 |                   |                      |                 |                   | |                 |                   |                      |     |
| 2pl             | rai ma dai       | rai ma sin dai       |                 |                   |                      |                 |                   |                      |                 |                   | |                 |                   |                      |     |
| 3pl             | rai ma ai        | rai ma sai           |                 |                   |                      |                 |                   |                      |                 |                   | |                 |                   |                      |     |